# بوخلالة (الروحا)
بوخلالة هي إحدى مشيخات المملكة المغربية، تتبع جغرافيا لإقليم زاكورة وإداريًا لالروحا. يقدر عدد سكانها بـ 4163 نسمة حسب الإحصاء الرسمي للسكان والسكنى لسنة 2004.